# Římskokatolická farnost Tučapy
Římskokatolická farnost Tučapy je zaniklým územním společenstvím římských katolíků v rámci táborského vikariátu českobudějovické diecéze.

## O farnosti

### Historie
V roce 1354 byla v Tučapech zřízena plebánie. Ta později (asi v důsledku husitských válek) zanikla a Tučapy byly přifařeny k Budislavi. V roce 1693 byla v místě zřízena lokální duchovní správa a začaly být vedeny matriky. Dnešní kostel svatého Jakuba Staršího (též Většího) pochází z let 1719–1724. Roku 1787 pak byla zřízena samostatná farnost. Ve 2. polovině 20. století přestal být do Tučap ustanovován sídelní kněz a farnost byla spravovaná excurrendo. Do zrušení farnosti 31. prosince 2019 byli jejími správci:
- 2007–2012 R. D. Mgr. Ivo Valášek
- 2012–2014 R. D. Mgr. Jan Hamberger
- 2014 R. D. Mgr. Pavel Berkovský
- 2014–2019 R.D. Mgr. Jan Hamberger

### Současnost
Po právní stránce je od 1. ledna 2020 součástí Římskokatolické farnosti Budislav, která  je součástí kollatury farnosti Soběslav, odkud je vykonávána její duchovní správa.
| Kostel                         | Místo  | Bohoslužba | Bohoslužba                | Poznámka                      |
| ------------------------------ | ------ | ---------- | ------------------------- | ----------------------------- |
| Kostel svatého Jakuba Staršího | Tučapy | sobota     | 16.00 v zimě 17.00 v létě | filiální, bývalý farní kostel |